# Tenthras
Tenthras es un género de escarabajos longicornios de la tribu Acanthocinini.
- Tenthras obliteratus Thomson, 1864
- Tenthras setosus Monné & Tavakilian, 1990